# Jindřich III. z Lipé
Jindřich III. z Lipé (okolo 1321? – 1405?) byl český šlechtic, politik a válečník z rodu pánů z Lipé. Po jistou část vlády králů Karla IV. a Václava IV. zastával funkci nejvyššího maršálka království českého.

## Životopis
Jindřich byl nejstarším synem Jindřicha II. z Lipé, přesné datum jeho narození zůstává neznámé. Poprvé je zmíněn v dokumentu z 28. listopadu 1337, když mu bylo okolo 15 let. V 50. letech 14. století se zúčastnil zemského soudu v Brně a byl členem družiny Karla IV.
Po smrti svého strýce Čeňka z Lipé v roce 1363 byl Jindřich jmenován nejvyšším maršálem Království českého. V letech 1385 až 1387 byl zvolen protektorem a správcem statků olomouckého biskupství. Během tzv. moravských markraběcích válek počátkem 90. let 14. století vstoupil do tzv. panské jednoty jednající proti Václavu IV. Po smrti Jana Ješka Ptáčka z Pirkštejna se Jindřich a jeho synové Jindřich IV., Hanuš a Čeněk stali poručníky nezletilého Jana Ptáčka z Pirkštejna, dědice panství Rataje nad Sázavou.
Jindřich byl v roce 1402 zajat rakouskou přepadovou skupinou a uvězněn ve Vídni. Zemřel krátce po svém propuštění v roce 1405.

## Rodina
Jindřich byl ženatý s Ofkou z Kravař. Zplodil čtyři syny: Jindřicha, Pertolda, Hanuše a Čeňka. Měl také dvě dcery, Anežku a Helenu.